# Пэкстон, Джеймс (бейсболист)
Джеймс Олстон Пэкстон (англ. James Alston Paxton; 6 ноября 1988, Ричмонд, Британская Колумбия) — канадский бейсболист, питчер клуба Главной лиги бейсбола «Бостон Ред Сокс». Также известен по выступлениям в составе клубов «Сиэтл Маринерс» и «Нью-Йорк Янкис». 8 мая 2018 года сыграл ноу-хиттер против «Торонто Блю Джейс» и стал вторым канадцем в истории лиги, добившимся этого, после Дика Фаулера в 1945 году.

## Карьера
Во время учёбы в старшей школе Пэкстон играл в бейсбол за команду «Норт Дельта Блю Джейс», которая выступала в бейсбольной премьер-лиге Британской Колумбии. В её составе он дважды выигрывал чемпионат лиги. После окончания школы, в 2006 году, Пэкстон поступил в Кентуккийский университет где продолжил играть за «Кентукки Уайлдкэтс» в NCAA. В первый год он выступал в качестве реливера и сыграл в 25 матчах. На втором курсе, в 2008 году, Джеймса включили в число стартовых питчеров. Он закончил сезон с четырьмя победами и двумя поражениями, его показатель пропускаемости ERA составил 2,92. Всего за три года в составе «Уайлдкэтс» Джеймс провёл 55 игр, 24 из которых в качестве стартового питчера. В 2009 году его выбрал на драфте МЛБ клуб «Торонто Блю Джейс», но отказался подписывать контракт, рассчитывая продолжить карьеру в студенческом спорте. Тем не менее, руководство NCAA не допустила Пэкстона к соревнованиям. В 2010 году Джеймс подписал контракт с клубом Американской ассоциации «Гранд-Прери Эйрхогс» и провёл за него один сезон. 
На драфте МЛБ 2010 года Пэкстона в четвёртом раунде выбрали «Сиэтл Маринерс». В 2011 году он начал выступления в системе фарм-клубов Маринерс. Первым профессиональным клубом Джеймса стала команда A-лиги «Клинтон Ламберкингс». Летом того же года он принял участие в Матче всех звёзд будущего.
В 2013 году Пэкстон играл уже в AAA-лиге в «Такоме Рейнирс» и, по совету тренеров «Сиэтла», работал над техникой подачи, изучая игру Клейтона Кершоу. 7 сентября 2013 года Джеймс дебютировал в МЛБ в игре с «Тампа-Бэй Рейс». Всего до конца сезона он сыграл в качестве стартового питчера в четырёх играх, одержав в них три победы.
В сезонах 2014 и 2015 годов Джеймс сыграл всего по тринадцать матчей из-за частых травм. Весной 2016 года он вернулся в состав «Маринерс» на весенние сборы, но позднее вновь был переведён в AAA-лигу. В апреле 2017 года в двух матчах он не пропускал очков в пятнадцати иннингах подряд и был признан лучшим игроком недели в Американской лиге. По итогам июля его также признали лучшим питчером месяца.
5 апреля 2018 года во время предматчевой церемонии в Миннеаполисе на плечо Пэкстону приземлился белоголовый орлан, выпущенный во время исполнения государственного гимна США. 8 мая Пэкстон сыграл ноу-хиттер против «Торонто Блю Джейс», ставший шестым в истории команды. Он также стал вторым канадским игроком после Дика Фаулера, сыгравшим ноу-хиттер.
В ноябре 2018 года Пэкстон перешёл в «Нью-Йорк Янкис» в обмен на питчеров Джастаса Шеффилда и Эрика Суонсона и аутфилдера Доминика Томпсона-Уильямса. В чемпионате 2019 года он провёл за клуб 29 матчей с пропускаемостью 3,86. В следующем сезоне из-за травмы он смог сыграть только в пяти матчах. Перед началом сезона 2021 года Пэкстон вернулся в «Сиэтл». Проведя за команду одну игру, он получил разрыв связки локтя и перенёс операцию. В декабре 2021 год он в статусе свободного агента подписал контракт с «Бостон Ред Сокс». Сумма однолетнего соглашения составила 10 млн долларов, его условия предусматривают возможность продления на 2023 и 2024 годы по инициативе клуба.